# Mariza Antonietta Bafile
Mariza Antonietta Bafile (Caracas, 19 dicembre 1953) è una politica italiana.

## Biografia
Nata a Caracas in Venezuela, come giornalista ha iniziato a lavorare nel giornale La Voce d’Italia fondato dal padre Gaetano nel 1950. La Voce d’Italia è stato l’unico giornale etnico ad ottenere il Premio Nacional de Periodismo in Venezuela.
Mariza Bafile ha collaborato con Rai International producendo video per i programmi Italiani/Italianos e Radici. Ha collaborato anche con i giornali L’Unità, Limes e il Corriere della Sera in Italia e con Tal Cual e il Papel Literario di El Nacional, in Venezuela.
Il CNEL l’ha invitata a dettare una conferenza sulle donne italiane in Venezuela nel corso del Congresso Internazionale delle Donne emigrate e immigrate. Nel 1999 ha rappresentato le donne abruzzesi del Venezuela nel Primo Congresso delle Donne Abruzzesi nel Mondo.
È stata Presidente del Patronato Inca del Venezuela facendosi promotrice di numerose attività rivolte agli immigrati e ai connazionali in difficoltà.
Nel 2006 è stata eletta alla Camera dei deputati in rappresentanza degli italiani della circoscrizione America Meridionale e designata Segretario di Presidenza. Ha presieduto la Commissione Esaminatrice del Premio Ilaria Alpi e Maria Grazia Cutuli. Nel 2008 è stata candidata alle elezioni regionali in Abruzzo nella lista del centro-sinistra.
Nel 2014, a New York, ha fondato, insieme a Flavia Romani, la rivista online ViceVersa Magazine diretta alla comunità di lingua spagnola residente negli Stati Uniti e in particolare a New York, che ha contato sulla collaborazione di più di 400 scrittori, giornalisti, artisti, fotografi e illustratori latinoamericani e spagnoli che vivono in diverse parti del mondo. Ha anche avviato una piccola redazione de La Voce d’Italia a New York. Attualmente è direttrice editoriale di ViceVersa Magazine e vicedirettrice del quotidiano La Voce d’Italia.
Ha organizzato insieme a Flavia Romani e in collaborazione con l’Università The Cooper Union di New York, tre incontri internazionali su Satira Politica con invitati provenienti dall’America Latina e dalla Spagna. Al primo sono stati invitati vignettisti perseguitati nei rispettivi paesi per la loro satira. Il secondo è stato dedicato alle donne che realizzano satira politica e il terzo al romanzo a fumetti. Il team di ViceVersa Magazine, in collaborazione con The New Work Project, ha poi organizzato incontri con artisti latinoamericani che vivono a New York e sono attivisti in difesa dei diritti degli immigrati, delle donne e della comunità LGBTQI+.
Nel 2021 ha creato e scritto il podcast originale di Spotify Neoyorquinos, realizzato insieme a Flavia Romani, Carol Colmenares e Mariela Pérez-Pérez. È basato su alcune sue interviste pubblicate su ViceVersa Magazine, nelle quali alcuni artisti latinoamericani raccontano la “loro” New York.
Nel 2022 il team di Neoyorquinos è stato contrattato da Spotify per affiancare tre progetti selezionati da Sound Up 2021, nella produzione del rispettivo podcast pilota. Mariza Bafile è stata la responsabile della supervisione delle sceneggiature.
Ha pubblicato i libri: Passaporto Verde/Pasaporte verde (Editorial Multistampa), compendio di reportage scritti dal padre e curati e commentati da lei; i romanzi Notturno (Edizioni Studio 12, 2009) e Memorias de la inconformidad (Sudaquia, 2017) scritto insieme al drammaturgo Enrique Bravo, e i racconti Anche i tordi emigrano, pubblicato nel volume della prima edizione del “Premio Pietro Conti, Scrivere le migrazioni” e Vidas Paralelas pubblicato nell'antologia “Hacedoras” (Editorial Cómplice).
Ha tradotto dallo spagnolo all’italiano, il libro Acuérdate del escorpión/ Ricordati lo scorpione (Giuliano Ladolfi Editore 2016), dello scrittore peruviano-nordamericano Isaac Goldemberg, il cui romanzo La vida a plazos de don Jacobo Lerner, fu inserito, nel 1995, tra i 25 migliori romanzi peruviani di tutti i tempi e nel 2001 fu selezionato dallo Yiddish Book Center degli Stati Uniti come uno dei 100 libri della letteratura ebrea più importanti, a livello mondiale, degli ultimi 150 anni.
Come sceneggiatrice ha ottenuto il Premio Internacional de la Paz per la sceneggiatura del cortometraggio Rebeldes sin edad e ha scritto la sceneggiatura del film Terra Nova coproduzione italiano-venezuelana-belga, diretto da Calogero Salvo nel cui cast figurano anche gli attori Antonio Banderas, Marisa Laurito, Patrick Baucheau, Massimo Bonetti e Mimí Lazo.
Attualmente vive a Madrid, città in cui La Voce d’Italia ha stabilito la sua sede legale e la redazione centrale, pur mantenendo redazioni a Caracas e a New York. È stata candidata nella circoscrizione Europa alla Camera dei Deputati per le elezioni del 25 settembre 2022 per il Partito Democratico.